# Gherasim Luca
Gherasim Luca (właśc. Salman Locker, ur. 23 lipca 1913 w Bukareszcie, zm. 9 lutego 1994 w Paryżu) – rumuński poeta i teoretyk surrealizmu.

## Życiorys
Był synem bukareszteńskiego krawca żydowskiego pochodzenia. Zadebiutował w latach 30. XX wieku drobnymi utworami o charakterze prozy poetyckiej. Podczas pobytu w Paryżu w 1938 roku zetknął się z działającymi tam surrealistami, m.in. z André Bretonem i Gellu Naumem. Po powrocie do Bukaresztu założył Rumuńską Grupę Surrealistyczną, do której należeli, obok Lucy i Nauma, także Dolfi Trost, Virgil Theodorescu oraz Paul Păun. Podczas II wojny światowej, ze względu na żydowskie pochodzenie, Luca został zmuszony do lokalnej emigracji. W 1945 roku, opublikował, wraz z Dolfi Trostem, Dialectique de la dialectique, utwór o charakterze manifestu ruchu surrealistycznego. W 1952 ze względów politycznych wyjechał z Rumunii do Izraela, a następnie do Francji. Publikował głównie w języku francuskim.
Oprócz literatury, eksperymentował ze sztukami plastycznymi, jest uważany za twórcę kubomanii, techniki kolażu polegającej na podzieleniu zdjęcia lub obrazu na kwadratowe elementy, a następnie ułożeniu z nich nowego wzoru.
W 1994 roku został eksmitowany z mieszkania w Paryżu, protestując przeciw temu, skoczył do Sekwany, popełniając samobójstwo.

## Wybrane publikacje
- Un loup à travers une loupe (1945)
- Inventatorul iubirii, urmat de Parcurg imposibilul și de Marea Moartă (1945)
- Le Vampire passif (1945)
- Dialectique de la dialectique wspólnie z Dolfi Trostem (1945)
- Héros-Limite (1953)
- Le Chant de la carpe (1973)
- Paralipomènes (1976)
- Théâtre de Bouche (1984)